# اندیل دلامینی
اندیل دلامینی (انگلیسی: Andile Dlamini؛ زادهٔ ۲ سپتامبر ۱۹۹۲) بازیکن فوتبال اهل آفریقای جنوبی است.

وی همچنین در تیم ملی فوتبال زنان آفریقای جنوبی بازی کرده‌است.